# Phnum Aoral
Phnum Aoral ou Phnom Aural é a montanha mais alta do Camboja com 1813 m de altitude (outras fontes indicam altitudes entre os 1771 e os 1667 m) e 1744 m de proeminência topográfica